# Przewodniczący Sądu Najwyższego (Irlandia)
Przewodniczący Sądu Najwyższego (ang. Chief Justice of Ireland, irl. Príomh-Bhreitheamh na hÉireann), przewodniczący irlandzkiego Sądu Najwyższego. Na mocy Konstytucji z urzędu jest ponadto członkiem Wysokiego Sądu, Rady Stanu (miejsce w Radzie zatrzymuje po przejściu na emeryturę) i Komisji Prezydenckiej.

## Lista przewodniczących irlandzkiego Sądu Najwyższego
- 1924–1936 : Hugh Kennedy
- 1936–1946 : Timothy Sullivan
- 1946–1961 : Conor Maguire
- 1961–1973 : Cearbhall Ó Dálaigh
- 1973–1974 : William Fitzgerald
- 1974–1985 : Thomas O’Higgins
- 1985–1994 : Thomas Finlay
- 1994–2000 : Liam Hamilton
- 2000–2004 : Ronan Keane
- 2004–2011 : John L. Murray
- 2011-2017: Susan Denham
- 2017-2021: Frank Clarke
- od 2021: Donald O'Donnell